# Јан Швехлик
Јан Швехлик (чеш. Ján Švehlík; 17. јануар 1950) бивши је чехословачки фудбалер.

## Биографија
Током фудбалске каријере углавном је наступао за Слован из Братиславе. Играо је на позицији нападача.  
За репрезентацију Чехословачке је играо у периоду од 1974. до 1979. године. Наступио је 17 пута за Чехословачку и дао 4 гола. Играо је за национални тим на Европском првенству 1976. године у Југославији. Дао је важан погодак у финалу првенства на стадиону Црвене звезде, када су победили након бољег извођења једанестераца Западну Немачку.
Након завршетка играчке каријере, био је тренер Слована из Братиславе у неколико наврата.

## Успеси
- Европско првенство: прво место 1976.
- Прва лига Чехословачке (4): 1969/70, 1973/74, 1974/75, 1976/77.
- Куп Чехословачке (2): 1974, 1982.
- Куп Словачке (4): 1970, 1974, 1976, 1982.